# إميل بالاييف
إميل بالاييف (بالأذرية: Balayev Emil Nazim oğlu) هو لاعب كرة قدم أذربيجاني في مركز حراسة المرمى، ولد في 17 أبريل 1994 في فولغوغراد في روسيا. لعب مع نادي نيفتشي باكو.

## وصلات خارجية
- إميل بالاييف على موقع الاتحاد الدولي (مؤرشف)  (الإنجليزية)
- إميل بالاييف على موقع الاتحاد الأوربي (الإنجليزية)
- إميل بالاييف على موقع قاعدة بيانات كرة القدم.إي يو (الإنجليزية)
- إميل بالاييف على موقع ناشيونال فوتبول تيمز (الإنجليزية)
- إميل بالاييف على موقع Soccerway.com (الإنجليزية)
- إميل بالاييف على موقع عالم كرة القدم.نت (الإنجليزية)
- إميل بالاييف على موقع AS.com (الإسبانية)